# Pidonia scripta
Pidonia scripta är en skalbaggsart som först beskrevs av Leconte 1869.  Pidonia scripta ingår i släktet Pidonia och familjen långhorningar.
Artens utbredningsområde är Alaska. Inga underarter finns listade i Catalogue of Life.